# Noordelijk celebesspookdier
Het noordelijk celebesspookdier (Tarsius dentatus)  is een zoogdier uit de familie van de spookdiertjes (Tarsiidae). De wetenschappelijke naam van de soort werd voor het eerst geldig gepubliceerd door Miller & Hollister in 1921.

## Voorkomen
De soort komt voor in Indonesië op het eiland Sulawesi.